# Власов, Александр Кондратьевич
Александр Кондратьевич Власов (30 октября [12 ноября] 1911, Вильнюс — 1986) — советский виолончелист, музыкальный педагог и композитор.

## Биография
В 1937 году окончил Московскую консерваторию по классу виолончели С. М. Козолупова, в 1939 году — аспирантуру под его же руководством.
Исполнительская деятельность
- 1931—1934 гг. — артист оркестра;
- 1936—1939 гг. — концертмейстер симфонического оркестра Московской филармонии;
- 1943—1945 гг. — солист ВГКО;
- С 1945 года — солист Московской филармонии.

В 1937 году стал лауреатом Всесоюзного конкурса скрипачей и виолончелистов (2-я премия, Москва).
Гастролировал в Австрии, Венгрии, ГДР, Чехословакии, Швеции, Иране, Ираке.
Преподавательская деятельность
- 1939—1941 гг. — доцент Белорусской консерватории;
- 1942—1943 гг. — доцент Московской и Саратовской консерваторий;
- С 1944 года работал в Музыкально-педагогическом институте имени Гнесиных (сначала декан оркестрового факультета[5], с 1951 года профессор и заведующий кафедрой виолончели).

Является автором методических работ по виолончельному искусству.

## Произведения
Является автором ряда музыкальных произведений, среди которых:
- романсы («Фонтану Бахчисарайского дворца» на слова А. Пушкина и др.);
- произведения для виолончели («Мелодия» и др.).

Также является автором транскрипций для виолончели и переложений для виолончельных ансамблей.

## Звание
- Заслуженный деятель искусств РСФСР (1963)